# Marie Deutsch
Marie Deutsch, auch Maria, (geboren als Maria Scharf 13. November 1882 in Wien, Österreich-Ungarn; gestorben 18. April 1969 in Cambridge (Massachusetts)) war eine tschechoslowakische Politikerin.

## Leben
Maria Scharf stammte aus einer armen jüdischen Familie. Nach dem Schulbesuch wurde sie mit 14 Jahren Näherin. Mit 16 ging sie nach St. Petersburg, wo sie sich für zwei Jahre am Theater durchschlug, bevor sie wieder nach Wien zurückkehrte. 1903 kam sie nach Prag und arbeitete als Schauspielerin und Souffleuse am Neuen deutschen Theater. 1905 trat sie der Sozialdemokratischen Arbeiterpartei bei. Sie heiratete den Optiker Martin Moritz Deutsch, sie hatten einen 1912 geborenen Sohn.
Deutsch wurde nach Ende des Ersten Weltkriegs und Gründung der Tschechoslowakei Mitglied der Deutschen sozialdemokratischen Arbeiterpartei in der Tschechoslowakischen Republik (DSAP). Sie war regelmäßig Parteitagsdelegierte und in der Partei Mitglied der Kontrollkommission. Sie engagierte sich im Frauenkomitee der DSAP und als Herausgeberin der DSAP-Frauenzeitung Gleichheit.
Deutsch war in der Tschechoslowakei von 1920 bis 1925 Abgeordnete der Tschechoslowakischen Nationalversammlung und danach bis 1935 Delegierte in der Landesversammlung Böhmens. Als Abgeordnete setzte sie sich dafür ein, dass der Radiumkrebs der Joachimsthaler Bergarbeiter von der Arbeiterunfallversicherung als Berufskrankheit anerkannt wurde. Später engagierte sie sich als Schöffin am Jugendgericht Prag.
Bei der Zerschlagung der Tschechoslowakei Anfang 1939 konnten sie und ihr Mann mit der Hilfe von Freunden nach Schweden flüchten, 1940 reisten sie weiter in die USA, wo sie als Fabrikangestellte in New York City Arbeit fand. 1962 zog sie zu ihrem Sohn Karl W. Deutsch nach Cambridge, der in den USA als Politikwissenschaftler Karriere machte.